# H. G. Wells (kráter)

Poloha kráteru H. G. Wells (v pravé horní části mapy rovníkové oblasti Měsíce).

H. G. Wells je měsíční kráter nacházející se na odvrácené straně Měsíce a tudíž není pozorovatelný přímo ze Země. Leží jižně od kráteru Millikan. Má průměr 114 km, pojmenován je podle anglického spisovatele H. G. Wellse, autora vědeckofantastického románu První lidé na Měsíci. Je atypické, že nese jméno po spisovateli fikce, velká většina ostatních kráterů je totiž pojmenována po vědcích či badatelech (dalším útvarem pojmenovaným po spisovateli je např. Jules Verne).
Jihozápadně se nachází kráter Cantor, jihovýchodně pak kráter Tesla.

## Satelitní krátery
V okolí kráteru se nachází několik menších kráterů. Ty byly označeny podle zavedených zvyklostí jménem hlavního kráteru a velkým písmenem abecedy.
| H. G. Wells | Sel. šířka | Sel. délka | Průměr |
| ----------- | ---------- | ---------- | ------ |
| X           | 40,70° S   | 122,80° V  | 114 km |